# Philip Seymour Hoffman
Philip Seymour Hoffman (Fairport, estado de Nueva York, 23 de julio de 1967-Nueva York, 2 de febrero de 2014) fue un actor estadounidense. Es ampliamente reconocido por su técnica de personalización en sus papeles, aclamado por la crítica especializada y referente del cine tanto para cinéfilos como para el público en general.
Comenzó a actuar en televisión en 1991 y debutó en el cine al año siguiente. Fue reconocido gradualmente por sus trabajos como actor secundario en películas como Scent of a Woman (1992), Boogie Nights (1997), El gran Lebowski (1998), Happiness (1998), Magnolia (1999), The Talented Mr. Ripley (1999), Casi famosos (2000), 25th Hour (2002), Punch-Drunk Love (2002) y Cold Mountain (2003).
En 2005, Hoffman interpretó a Truman Capote en la película biográfica Capote, por cuya actuación recibió varios premios incluyendo el Óscar al mejor actor. Además, fue nominado al Óscar por su trabajo como actor secundario en Charlie Wilson's War (2007), La duda (2008) y The Master (2012). Otras de sus películas elogiadas por la crítica fueron Before the Devil Knows You're Dead (2007), La familia Savage (2007), Synecdoche, New York (2008), Moneyball (2011) y The Ides of March (2011). En 2012 recibió el prestigioso premio a la mejor actuación masculina (junto a Joaquin Phoenix) del Festival Internacional de Cine de Venecia, además del Critic's Choice al mejor actor de reparto por su alabada actuación en The Master.
Hoffman también fue un consumado actor y director de teatro. En 1995, se unió a la LAByrinth Theater Company, y dirigió y actuó en varias producciones Off-Broadway. Fue nominado a los premios Tony por su trabajo en dos obras de Broadway: True West (2000) y Long Day's Journey into Night (2003). También trabajó en The Author's Voice.

## Primeros años
Hoffman nació en Fairport, estado de Nueva York, hijo de Marilyn L. O'Connor, una abogada y juez de tribunales de familia además de activista por los derechos civiles, y de Gordon S. Hoffman, un exejecutivo de Xerox. Tuvo dos hermanas, Jill y Emily, y un hermano, Gordy Hoffman, quien realizó el guion de la película Love Liza (2002), en la que Philip actuó. Tenía ascendencia alemana por parte de su padre e irlandesa por parte de su madre; su padre era protestante y su madre era católica, pero Hoffman no se apegó a ninguna de las dos religiones. Los padres de Hoffman se divorciaron cuando este tenía nueve años de edad.
Su primer rol como actor fue en el instituto en 1982, estudiando en Fairport High School, donde interpretó el papel de Radar O'Riley en una obra basada en la producción de M*A*S*H.
En 1984, asistió a la escuela de teatro de la New York State Summer School of the Arts. Después del instituto, Hoffman asistió al programa de Circle in the Square Theatre, un curso de actuación de verano, y continuó su entrenamiento como actor con el profesor de actores Mr. Alan Langdon. En 1989 recibió un título en actuación en la Tisch School of the Arts de la Universidad de Nueva York. En la Universidad de Nueva York fue uno de los miembros fundadores de la compañía teatral Bullstoi Ensemble junto al actor Steven Schub y al director Bennett Miller. Poco después de graduarse, ingresó en rehabilitación por su adicción a las drogas y desde entonces hasta más de veinte años después se mantuvo sobrio.

## Carrera

### Primeros papeles
Su primer papel fue de uno de tres jóvenes inculpados en un caso de abuso sexual en el episodio “The violence of summer” en la primera temporada de la serie Law & Order en 1991; en este capítulo aparece en escena junto a otro gran actor, Samuel L. Jackson, quien interpreta el papel de abogado defensor. Su debut en el cine fue en 1992 en cuatro películas, entre ellas Scent of a Woman, donde interpreta al inescrupuloso compañero de clase del personaje de Chris O'Donnell. Había estado trabajando en una tienda de comestibles antes de conseguir este papel, el cual catapultaría su carrera.
Hoffman continuó interpretando papeles pequeños a lo largo de los principios de 1990. Después de aparecer en Joey Breaker y la muy criticada My Boyfriend's Back, tuvo un papel notable en la película de 1993 Money for Nothing.

### Primeros reconocimientos
Hoffman consolidó una exitosa y respetada carrera en el cine interpretando personajes variados e idiosincráticos en roles secundarios, trabajando con una amplia variedad de cineastas notables como Todd Solondz, los hermanos Coen, Spike Lee, Cameron Crowe, David Mamet, Robert Benton, Anthony Minghella y Paul Thomas Anderson; trabajó en cinco de los seis largometrajes de Anderson hasta la fecha (Sydney, Boogie Nights, Magnolia, Punch-Drunk Love y The Master).
A lo largo de su carrera tuvo pocas oportunidades de interpretar el papel protagónico. Sin embargo, en 2002, Hoffman personificó a un viudo enfrentando la muerte de su esposa en Love Liza, cuyo guion fue escrito por su hermano, Gordy Hoffman. Tras el suicidio de su joven esposa Liza, un diseñador de páginas web de éxito se encuentra abatido y confuso. Intenta encontrarle un sentido a lo que ha pasado, pero, al mismo tiempo, es incapaz de abrir la carta de suicidio de su mujer o de aceptar la ayuda de su suegra. Se consuela dedicándose al aeromodelismo. En 2003, protagonizó Owning Mahowny como un empleado que roba dinero del banco donde trabaja para alimentar su adicción al juego.
Continuó haciendo papeles secundarios en películas como Cold Mountain, como un obsesivo predicador; Along Came Polly, como el exactor amigo de Ben Stiller; y Misión imposible 3, como el villano Owen Davian. Hoffman interpretó una gran variedad de personajes: homosexuales (Boogie Nights, Flawless y Capote), adinerados desmedidos (Scent of a Woman, Patch Adams y The Talented Mr. Ripley), figuras comprensivas (Magnolia y Casi famosos), matones (Punch-Drunk Love y Misión imposible 3), artistas sensibles (State and Main y Synecdoche, New York), un periodista sin escrúpulos de la prensa amarilla (Freddy Lounds, en Red Dragon), un extravagante oficial de la CIA (Charlie Wilson's War) y un solitario pervertido sexual (Happiness).
Esta última película, Happiness, fue estrenada en 1998 y se considera una comedia sobre los miembros de una familia de un suburbio de Nueva Jersey. Un matrimonio a punto de divorciarse, tres hermanas y sus maridos, novios y amantes ocasionales. Tras una aparente normalidad, todos los personajes ocultan algún secreto y alguna que otra perversidad.

### Nominaciones por sus actuaciones
Recibió su primera nominación a los premios Emmy por su papel en la miniserie de HBO Empire Falls, pero fue derrotado por su compañero de reparto e ídolo personal Paul Newman. Uno de los primeros papeles de Hoffman fue interpretando a un policía que es golpeado en la cara por Newman en Nobody's Fool (1994). Más adelante volvería a ser nominado al Emmy por su trabajo en la serie Arthur.

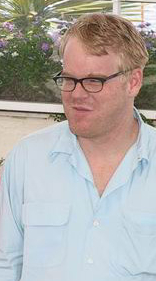
Hoffman en el Festival de Cannes de 2002 en la promoción de Punch-Drunk Love

En el año 2005, Hoffman fue elogiado por su interpretación del escritor Truman Capote en la película Capote. Su actuación recibió honores y premios de primer nivel, incluyendo el Oscar, el Globo de Oro, el Premio del Sindicato de Actores y el BAFTA, todos ellos a mejor actor protagonista. Además, fue premiado como mejor actor por al menos diez asociaciones de críticos, incluyendo el National Board of Review y las asociaciones de críticos de Toronto y de Los Ángeles.
En 2007, Hoffman fue nominado al premio Globo de Oro como mejor actor de reparto por su papel como Gust Avrakotos, un oficial de la CIA que ayuda al congresista Charles Wilson a apoyar una guerra encubierta en Afganistán, en la película Charlie Wilson's War. En 2008, fue nominado al Oscar al mejor actor de reparto por el mismo papel.
En este mismo año apareció en la película La familia Savage, en la cual dos hermanos, Wendy (Laura Linney) y Jon (Philip Seymour Hoffman), que no se han visto durante años, se ven obligados a convivir de nuevo para cuidar de su padre enfermo, con el que no se hablaban desde hacía veinte años.

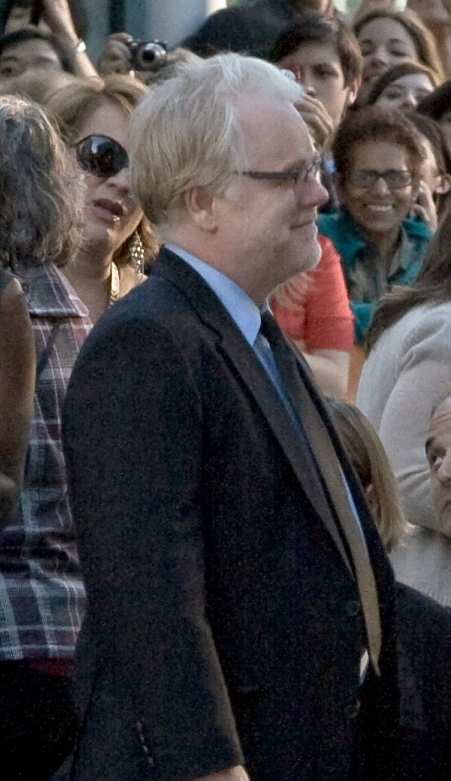
Philip Seymour Hoffman en la premier de Moneyball en septiembre de 2011

Otra película en la que trabajó el actor durante este año es Before the Devil Knows You're Dead, en la que dos hermanos de clase acomodada se encuentran en una situación desesperada y necesitan conseguir dinero sea como sea: Andy (Philip Seymour Hoffman), un ambicioso ejecutivo adicto a la heroína le propone a su hermano Hank (Ethan Hawke), cuyo sueldo se va casi íntegramente en pagar la pensión de su exmujer y su hija, dar un golpe perfecto: atracar la joyería que sus padres tienen en Wetchester, Nueva York. Nada de pistolas, nada de violencia, pero las circunstancias y el azar se conjugan para que nada salga según lo previsto.
En 2008, trabajó en Synecdoche, New York, donde interpretó a Caden Cotard, un hombre que intenta construir una réplica a escala de la ciudad de Nueva York dentro de un depósito para una obra, y La duda, donde interpretó al padre Brendan Flynn, un sacerdote acusado de abusar sexualmente de un estudiante. Por La duda, fue nominado al Globo de Oro y al SAG, y fue nominado por segunda vez consecutiva al Oscar como mejor actor de reparto.
También fue nominado al Oscar como mejor actor de reparto por su papel de Lancaster Dodd en la película The Master, que es un drama sobre la Iglesia de la Cienciología. Lancaster Dodd (Seymour Hoffman), un intelectual brillante y de fuertes convicciones, crea una organización religiosa que empieza a hacerse popular en Estados Unidos hacia 1952. Freddie Quell (Joaquin Phoenix), un joven vagabundo, se convertirá en la mano derecha de este líder religioso. Sin embargo, cuando la secta triunfa y consigue atraer a numerosos y fervientes seguidores, a Freddie le surgirán dudas.
En el año 2009, Philip Seymour Hoffman realizó la voz de un personaje animado en el primer largometraje de Adam Elliot llamado Mary and Max, la cual narra la larga amistad por correspondencia entre un cuarentón judío y obeso de Nueva York, y una niña australiana de ocho años que vive en los suburbios de Melbourne.

### Últimos papeles
En teatro encabezó el elenco en Broadway de la obra maestra de Arthur Miller Muerte de un viajante (2012). Por otra parte, los últimos papeles de Hoffman en el cine fueron: Moneyball del 2011, The Master, El último concierto del 2012, las películas de Los juegos del Hambre del 2013, God's Pocket y El hombre más buscado, ambas del 2014.
Al no poder terminar de rodar la película Los juegos del hambre: sinsajo - Parte 2, el actor fue digitalizado. Algunos de sus diálogos restantes fueron reescritos y dados a otros personajes.

## Su compañía de teatro: Labyrinth
Philip Seymour Hoffman formaba parte de la junta de directores de una compañía de teatro llamada Labyrinth. En esta compañía también participa el actor John Ortiz, con quien Hoffman trabajó durante la filmación de la película Jack Goes Boating. Mimmi O’Donell, la esposa del fallecido actor, es la directora artística de la compañía.
Fue fundada en 1992 por un pequeño grupo de actores que quería contar nuevas y más inclusivas historias que ampliaran los límites del teatro convencional. El teatro de Labyrinth se llama Bank Street Theather y se encuentra ubicado en el West Village de la ciudad de Nueva York.
Labyrinth es una de las compañías de teatro de conjunto más importantes de Estados Unidos. Es manejada por un diverso grupo de más de 120 actores, directores, dramaturgos y diseñadores. Esta compañía produce nuevas obras para el escenario, dando voz a las nuevas perspectivas que son innovadoras y de gran alcance.

## Como director y productor

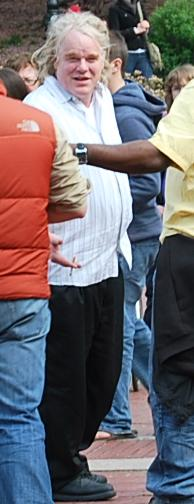
Hoffman en el rodaje de la película Jack Goes Boating

En 2010 dirigió y produjo la primera y única película donde también actuaba: Jack Goes Boating, la adaptación cinematográfica de la obra teatral del mismo título escrita en 2007 por Robert Glaudini, que se representó en Nueva York y estaba protagonizada por el propio Seymour Hoffman, Daphne Rubin-Vega y John Ortiz, que también actúan en la película. Aunque el film fue bien recibido por la crítica, pasó desapercibido en taquilla.
En la película, Jack (Seymour Hoffman) conduce limusinas en la ciudad de New York al lado de su amigo del alma Clyde, quien con su mujer hacen que él tenga una cita con Connie para que ambos alegren sus vidas un poco. Ella comparte con Jack muchas de sus limitaciones sociales y la relación entre ambos empieza a crecer, mientras que la de Clyde y su esposa inicia una caída.

## Vida privada
Hoffman mantenía una relación con la diseñadora de vestuario Mimi O'Donnell. Se conocieron trabajando en In Arabia We'd All Be Kings, una obra que Hoffman dirigió en 1999. Ambos tuvieron un hijo, Cooper Alexander (nacido en marzo de 2003), y dos hijas, Tallulah (n. noviembre de 2006) y Willa (n. octubre de 2008).
En mayo de 2013, Hoffman entró en un centro de rehabilitación para curarse de sus adicciones a los medicamentos y a la heroína.

## Fallecimiento
El 2 de febrero de 2014 fue encontrado muerto en su apartamento de Manhattan por una sobredosis de cocaína mezclada con heroína
tras una llamada de emergencia al teléfono 911 realizada por un amigo. Citando a una fuente policial, The New York Times señaló que los investigadores encontraron una jeringa en el brazo del actor y un sobre que contenía lo que se cree era heroína.[cita requerida]
Otros actores y celebridades reaccionaron rápidamente a la noticia con homenajes hacia el actor fallecido. "Un hombre verdaderamente amable, maravilloso, y uno de nuestros mejores actores, siempre", dijo en un mensaje de Twitter la actriz Mia Farrow.
Tras conocerse los hechos, la familia publicó una declaración en la que señalaban estar devastados y agradecían el apoyo de la gente. «Esta es una pérdida trágica y repentina y pedimos que respeten nuestra privacidad durante este tiempo de duelo. Por favor, tengan presente a Phil en sus pensamientos y oraciones», dijeron.
A la funeraria Frank E. Campbell, situada en el Upper East Side de Nueva York, acudieron muchos amigos suyos como Cate Blanchett, Meryl Streep, Julianne Moore, Joaquin Phoenix, Ethan Hawke, Amy Adams, Jake Gyllenhaal, John C. Reilly, Ben Stiller, Diane Keaton, Sam Rockwell, Michelle Williams,  Ellen Burstyn, Anna Paquin, Maya Rudolph, Billy Crudup, Marisa Tomei, Ashley Olsen, Justin Theroux, Josh Hamilton, Paul Thomas Anderson,  Diane Sawyer,  Laura Linney, Spike Lee, Mike Nichols, Chris Rock, Louis C.K., Brian Dennehy y  Eric Bogosian. Estuvieron todos ellos en el funeral con la familia de Hoffman, su esposa Mimi O’Donell y sus tres hijos, Cooper, de 10 años, Tallulah, de 7 años, y Willa, de 5 años, devastados tras la trágica pérdida  y más tarde Philip Seymour Hoffman fue incinerado después del funeral, y luego su mujer y sus hijos se quedaron las cenizas. En julio de 2014, se reveló que en el testamento, Hoffman había dejado toda su fortuna (aproximadamente 35 millones de dólares) a su pareja e hijos.

### Legado

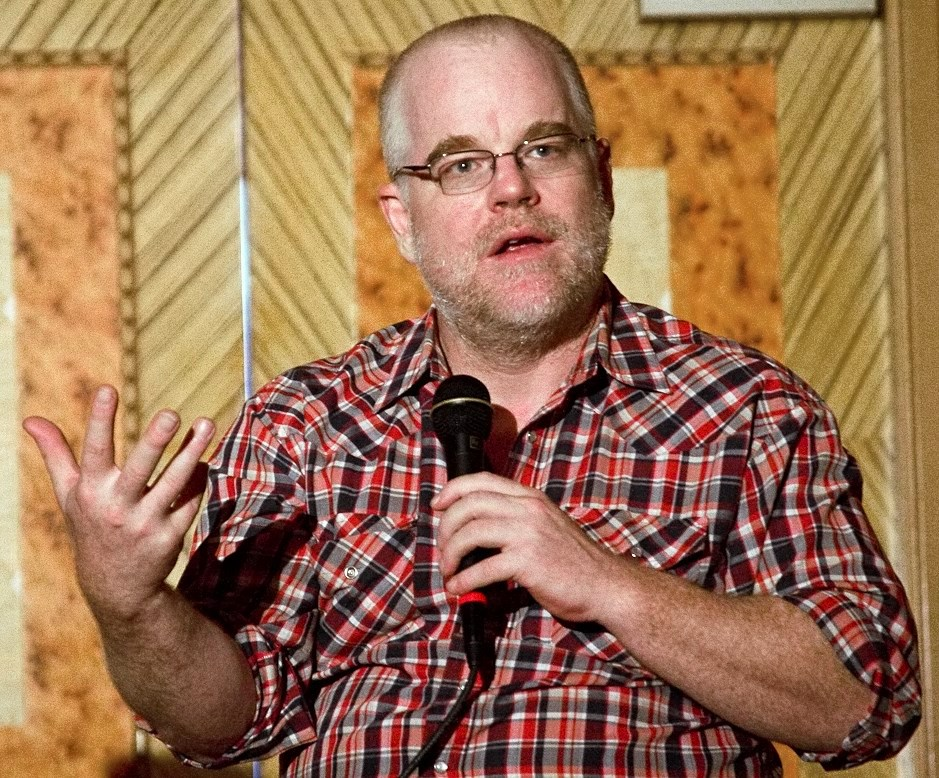
Philip Seymour Hoffman en un evento de la Hudson Union Society en septiembre de 2010

Hoffman sería un importante personaje para la trama de Los juegos del hambre: Sinsajo, sin embargo, un ejecutivo de Lionsgate —empresa encargada de la producción de la película— afirmó que la muerte del actor no tendrá ningún impacto en la producción del filme.
Protagonizar la obra La muerte de un viajante fue un proceso difícil para Philip Seymour Hoffman. El trágico viajante de la Gran Depresión que interpretaba en Broadway lo traumatizó tanto que sus amigos creen ahora que en ese momento empezó la inestabilidad mental que lo llevó a las drogas y a la muerte.
"Esa obra lo torturaba", cuenta a Rolling Stone el guionista David Katz, quien encontró el cadáver de Hoffman el 2 de febrero. Él y otros compañeros de profesión coinciden en que el actor ya no parecía el mismo después de la obra que lo agotó en 2012.
"Estuvo muy triste durante todas las funciones. Hiciera lo que hiciera, sabía que a las ocho de esa noche tenía que hacerse eso a sí mismo... Si lo haces continuamente, te altera la mente, y él lo hacía cada noche", explica Katz.
Ethan Hawke asegura que nunca había visto a Hoffman beber hasta La muerte de un viajante. Cuando por fin terminó con la obra de Arthur Miller, Hoffman también comentó con amigos que por primera vez en 23 años había vuelto al alcohol, pero que creía poderlo controlar mientras lo consumiera "con moderación".

## Filmografía
| Año  | Producción                               | Personaje                               | Notas y Ref.                                      |
| ---- | ---------------------------------------- | --------------------------------------- | ------------------------------------------------- |
| 2015 | Los juegos del hambre: sinsajo - Parte 2 | Plutarch Heavensbee                     | estreno póstumo                                   |
| 2014 | Los juegos del hambre: sinsajo - Parte 1 | Plutarch Heavensbee                     |                                                   |
| 2014 | El hombre más buscado                    | Günther Bachmann                        |                                                   |
| 2014 | God's Pocket                             | Mickey Scarpato                         |                                                   |
| 2013 | El último concierto                      | Robert (Violín 2º del cuarteto La Fuga) |                                                   |
| 2013 | Los juegos del hambre: en llamas         | Plutarch Heavensbee                     |                                                   |
| 2012 | The Master                               | Lancaster Dodd                          |                                                   |
| 2011 | Moneyball                                | Art Howe                                |                                                   |
| 2011 | The Ides of March                        | Paul Zara                               |                                                   |
| 2010 | Jack Goes Boating                        | Jack                                    | Además de interpretar a Jack dirigió la película. |
| 2009 | The Boat That Rocked                     | El conde                                | [ 61 ] [ 62 ] [ 63 ]                              |
| 2009 | Mary and Max                             | Max Jerry Horowitz                      | Voz                                               |
| 2008 | La duda                                  | Padre Brendan Flynn                     |                                                   |
| 2008 | Synecdoche, New York                     | Caden Cotard                            |                                                   |
| 2007 | Antes que el diablo sepa que has muerto  | Andy Hanson                             |                                                   |
| 2007 | La guerra de Charlie Wilson              | Gust Avrakotos                          |                                                   |
| 2007 | La familia Savage                        | Jon Savage                              |                                                   |
| 2006 | Misión imposible 3                       | Owen Davian                             | [ 64 ]                                            |
| 2005 | Capote                                   | Truman Capote                           | [ 65 ] [ 66 ] [ 67 ]                              |
| 2005 | Empire Falls                             | Charlie Mayne                           | Miniserie                                         |
| 2005 | De vuelta al insti                       | Henry, Consejo de Educación             |                                                   |
| 2004 | Mi novia Polly                           | Sandy Lyle                              |                                                   |
| 2003 | Cold Mountain                            | Reverendo Veasey                        |                                                   |
| 2003 | Owning Mahowny                           | Dan Mahowny                             | [ 69 ]                                            |
| 2002 | 25th Hour                                | Jacob Elinsky                           | [ 70 ]                                            |
| 2002 | El Dragón rojo                           | Freddy Lounds                           |                                                   |
| 2002 | Embriagado de amor                       | Dean Trumbell                           | [ 71 ] [ 72 ]                                     |
| 2002 | Love Liza                                | Wilson Joel                             | [ 73 ]                                            |
| 2001 | Last Party 2000                          | Él mismo                                | Documental                                        |
| 2000 | Casi famosos                             | Lester Bangs                            |                                                   |
| 2000 | State and Main                           | Joseph Turner White                     | [ 74 ]                                            |
| 1999 | El talento de Mr. Ripley                 | Freddie Miles                           | [ 75 ] [ 76 ]                                     |
| 1999 | Magnolia                                 | Phil Parma                              | [ 77 ]                                            |
| 1999 | Flawless                                 | Rusty Zimmerman                         | [ 78 ]                                            |
| 1998 | Patch Adams                              | Mitch Roman                             | [ 79 ] [ 80 ]                                     |
| 1998 | Happiness                                | Allen                                   | [ 81 ] [ 82 ] [ 83 ] [ 84 ]                       |
| 1998 | El gran Lebowski                         | Brandt                                  | [ 85 ]                                            |
| 1998 | Next Stop Wonderland                     | Sean                                    |                                                   |
| 1998 | Montana                                  | Duncan                                  | [ 86 ]                                            |
| 1998 | Culture                                  | Bill                                    |                                                   |
| 1997 | Boogie Nights                            | Scotty J.                               | [ 87 ] [ 88 ] [ 89 ]                              |
| 1996 | Twister                                  | Dustin Davis                            | [ 90 ] [ 91 ]                                     |
| 1996 | Hard eight                               | Joven Craps Player                      |                                                   |
| 1995 | The Fifteen Minute Hamlet                | Bernardo, Horacio y Laertes             | [ 92 ]                                            |
| 1994 | Nobody's Fool                            | Oficial Raymer                          | [ 93 ] [ 94 ]                                     |
| 1994 | When a Man Loves a Woman                 | Gary                                    |                                                   |
| 1994 | The Yearling                             | Buck                                    |                                                   |
| 1994 | La huida                                 | Frank Hansen                            | [ 95 ]                                            |
| 1993 | Money for Nothing                        | Cochran                                 |                                                   |
| 1993 | My Boyfriend's Back                      | Chuck Bronski                           |                                                   |
| 1993 | Joey Breaker                             | Wiley McCall                            |                                                   |
| 1992 | Scent of a Woman                         | George Willis, Jr.                      |                                                   |
| 1992 | Leap of Faith                            | Matt                                    |                                                   |
| 1992 | My New Gun                               | Chris                                   |                                                   |
| 1992 | Szuler                                   | Martin                                  |                                                   |
| 1991 | Triple Bogey on a Par Five Hole          | Klutch                                  |                                                   |

## Premios y distinciones
Premios Óscar
| Año  | Categoría              | Película             | Resultado |
| ---- | ---------------------- | -------------------- | --------- |
| 2006 | Mejor actor            | Capote               | Ganador   |
| 2008 | Mejor actor de reparto | Charlie Wilson's War | Nominado  |
| 2009 | Mejor actor de reparto | La duda              | Nominado  |
| 2013 | Mejor actor de reparto | The Master           | Nominado  |

Premios BAFTA
| Año  | Categoría              | Película             | Resultado |
| ---- | ---------------------- | -------------------- | --------- |
| 2005 | Mejor actor            | Capote               | Ganador   |
| 2007 | Mejor actor de reparto | Charlie Wilson's War | Nominado  |
| 2008 | Mejor actor de reparto | La duda              | Nominado  |
| 2011 | Mejor actor de reparto | The Ides of March    | Nominado  |
| 2012 | Mejor actor de reparto | The Master           | Nominado  |

Premios Globo de Oro
| Año  | Categoría                       | Película             | Resultado |
| ---- | ------------------------------- | -------------------- | --------- |
| 2005 | Mejor actor – Drama             | Capote               | Ganador   |
| 2007 | Mejor actor – Comedia o musical | La familia Savage    | Nominado  |
| 2007 | Mejor actor de reparto          | Charlie Wilson's War | Nominado  |
| 2008 | Mejor actor de reparto          | La duda              | Nominado  |
| 2012 | Mejor actor de reparto          | The Master           | Nominado  |

Festival Internacional de Cine de Venecia
| Año  | Categoría                  | Película   | Resultado |
| ---- | -------------------------- | ---------- | --------- |
| 2012 | Coppa Volpi al Mejor actor | The Master | Ganador   |

National Board of Review
| Año  | Categoría                | Película               | Resultado |
| ---- | ------------------------ | ---------------------- | --------- |
| 1998 | Happiness                | Mejor reparto          | Ganador   |
| 1999 | Magnolia                 | Mejor reparto          | Ganador   |
| 1999 | Magnolia                 | Mejor actor de reparto | Ganador   |
| 1999 | El talento de Mr. Ripley | Mejor actor de reparto | Ganador   |
| 2000 | State and Main           | Mejor reparto          | Ganador   |
| 2005 | Capote                   | Mejor actor            | Ganador   |

Premios del Sindicato de Actores
| Año  | Categoría              | Película      | Resultado |                |
| ---- | ---------------------- | ------------- | --------- | -------------- |
| 1997 | Mejor reparto          | Boogie Nights | Nominado  | The Full Monty |
| 1999 | Mejor actor            | Flawless      | Nominado  |                |
| 1999 | Mejor reparto          | Magnolia      | Nominado  |                |
| 2000 | Mejor reparto          | Almost Famous | Nominado  |                |
| 2005 | Mejor actor            | Capote        | Ganador   |                |
| 2005 | Mejor reparto          | Capote        | Nominado  |                |
| 2008 | Mejor reparto          | La duda       | Nominado  |                |
| 2008 | Mejor actor de reparto | La duda       | Nominado  |                |
| 2012 | Mejor actor de reparto | The Master    | Nominado  |                |

Premios Sant Jordi
| Año  | Categoría                                                                 | Película                           | Resultado |
| ---- | ------------------------------------------------------------------------- | ---------------------------------- | --------- |
| 2008 | Before the Devil Knows You're Dead La familia Savage Charlie Wilson's War | Mejor actor en película extranjera | Ganador   |